# 文森特·揚森
文森特·彼得鲁斯·安纳·塞巴斯蒂安·扬森（荷蘭語：Vincent Petrus Anna Sebastiaan Janssen；1994年6月15日—）是一位荷蘭足球運動員。在場上的位置是前鋒。現效力於比利時甲組聯賽A球隊安特衛普。他也代表荷蘭國家足球隊參賽。

## 國家隊生涯
2022年11月，扬森獲选入2022年世界盃荷蘭的最終26人名單。

## 外部連結
- Voetbal International profile （页面存档备份，存于） （荷兰文）
- Netherlands profile （页面存档备份，存于） at OnsOranje
- Micael Yokhin, Alkmaar's Vincent Janssen drawing Ruud van Nistelrooy comparisons （页面存档备份，存于） at ESPN website, 23 February 2016
- 足球数据库：文森特·揚森的球员统计数据